# THE NEWS-f
『THE NEWS-f』（ザ・ニュース・エフ）は、2009年3月30日から2010年3月26日までテレビユー福島で放送されていたローカルニュース・情報番組。

## 概要
2009年3月まで同局で放送されていた『イブニング・シックス』が、『JNNイブニング・ニュース』の終了と『総力報道!THE NEWS』の創設によって発展終了し、全国版『THE NEWS』（17時50分から19時50分）の枠内番組（コンプレックス）としてスタートした。題名の「f」は、福島県およびテレビユー福島の「f」から取った（「フォルテ」という意味合いもあるようだが、フォルテとは読まない）。
スローガンは「今、この福島を伝えるために」。2008年春にリニューアルした『イブニング・シックス』と同様に硬派な内容となっていた。全国版のスポーツ・ニュースについては、『総力報道!THE NEWS』もしくは『イブニングワイド』ローカル枠の内容を時差ネットで放送していた。

## キャスター
- 奥秋直人、小野美希 - 共に前番組『イブニング・シックス』からの続投。11時50分からの『ひるおび!』『THE NEWS』のローカルニュースや16時50分からの番組予告も交互交替で担当していた。

## 放送時間
- 月曜 - 金曜 18:05 - 18:45（2009年3月30日 - 2009年9月25日）
- 月曜 - 金曜 18:00 - 18:40（2009年9月28日 - 2010年3月26日）

※実際の放送時間は上記のとおりだが、新聞などのテレビ番組表やTUFの公式番組表では『総力報道!THE NEWS』（全国版JNNニュース）を内包した形を取っており、放送時間は18:00 - 19:50 （2009年9月までは17:50 - 19:50）と表記されていた。2009年9月28日からは『THE NEWS』の放送枠縮小のため、内包ではなく本番組と合体した形となった。

## 備考
- 『イブニング・シックス』時代にも、基本的には全国版の『イブニング・ニュース』とのコンプレックスだった。
- 『イブニング・シックス』時代に行われていた再放送をこの番組は行っていなかった。

| テレビユー福島（JNN） 平日夕方のTUFニュース | テレビユー福島（JNN） 平日夕方のTUFニュース | テレビユー福島（JNN） 平日夕方のTUFニュース |
| 前番組                                      | 番組名                                      | 次番組                                      |
| ------------------------------------------- | ------------------------------------------- | ------------------------------------------- |
| イブニング・シックス                        | THE NEWS-f                                  | TUF NEWS LIVE スイッチ!                     |